# Ice-T
Pour les articles homonymes, voir Ice et T.
Ice-T, né Tracy Marrow le 16 février 1958 à Newark, dans le New Jersey, est un rappeur et acteur américain, pionnier du gangsta rap.
Il lance sa carrière de rappeur au début des années 1980, signe au label Sire Records en 1987 et y publie son premier album Rhyme Pays, le premier album de hip-hop paru avec l'étiquette avertissement parental. L'année suivante, il fonde son propre label Rhyme $yndicate Records (d'après son collectif de hip-hop appelé Rhyme $yndicate) et publie un autre album, Power.
Il est l'un des fondateurs du groupe de heavy metal Body Count, qui présente pour la première fois dans son album O.G.: Original Gangster, publié en 1991. Body Count publie son album éponyme en 1992. Ice-T fait la polémique avec son titre Cop Killer en 1992, perçu par la presse spécialisée et le public comme une incitation à l'agression envers les agents de police. Ice-T demande la fin de son contrat avec Warner Bros. Records, et son album suivant Home Invasion, est publié en février 1993 au label Priority Records. Le deuxième album de Body Count, Born Dead est publié en 1994, et Ice-T publie deux nouveaux albums à la fin des années 1990.
Depuis 2000, il joue le rôle du détective Odafin Tutuola dans la série policière New York, unité spéciale.

## Biographie

### Jeunesse
Tracy Lauren Marrow, fils de Solomon et de Alice Marrow,, est né le 16 février 1958 à Newark dans le New Jersey. Solomon Marrow est d'origine afro-américaine et Alice est créole. Sa mère meurt d'une crise cardiaque vers ses 8 ans, puis à l'âge de douze ans, il perd son père qui succombe également à une crise cardiaque,,. Après la mort de ses parents, il est recueilli par sa tante résidant à Los Angeles en Californie,.
Tracy pratique le break dance au sein du groupe West Coast Locksmiths. Durant son adolescence passée à l'école secondaire de Crenshaw dans le quartier de South Central, il commence à s'intéresser au rap et également à s'associer aux affaires des gangs locaux (il est affilié au Crips sans en être membre « officiel »). C'est à ce moment-là qu'inspiré par Iceberg Slim, truand, auteur de livres et de poèmes, il se donne le surnom d’Ice-T. Entre ses 17 et ses 20 ans, il est militaire au sein de la 25e division d'infanterie et, stationné à Hawaï, il y apprend le proxénétisme,,.
Après son passage à l'armée, il fait quelques tentatives infructueuses de promotion de la danse hip-hop et décide au début des années 1980, sur les conseils de son entourage, d'enregistrer ses premiers singles. Il se fait connaître dans les environs de Los Angeles en tournant avec des artistes tels qu'Afrika Islam ou les New York City Spinmasters, et commence à s'imposer comme un personnage important dans le milieu du rap West Coast.

### Carrière musicale

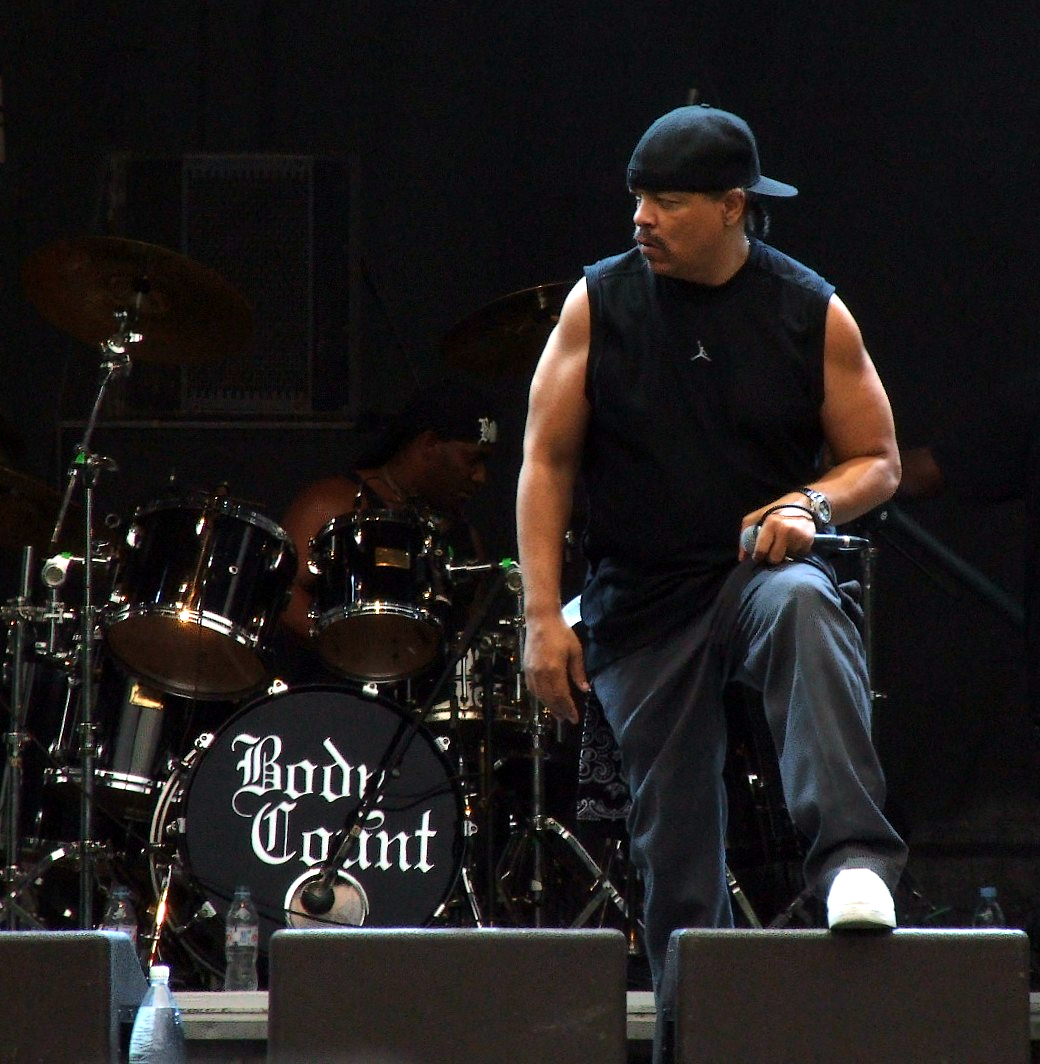
Ice-T en concert à Prague, en août 2009.

En 1982, Ice-T fait la rencontre du producteur William Strong du label El Saturn Records (en), auteur de Cold Wind Madness, ou The Coldest Rap, un single au succès underground populaire, bien que les radios ne le diffusaient pas à cause de paroles dites trop hardcore. Ice-T participe à Reckless, un single de DJ Chris « The Glove » Taylor, et enregistre les chansons You Don't Quit et Dog'n the Wax avec Unknown DJ. Ice-T s'inspire au début de sa carrière du single gangsta rap de Schoolly D intitulé P.S.K. What Does It Mean? qu'il a entendu dans un club. Ice-T y apprécie la liberté du son et les paroles liées à la vie de gang. Ice-T décide alors d'adopter le style de Schoolly D, et d'écrire les paroles gangsta rap de sa chanson 6 in the Mornin' dans son appartement à Hollywood, accompagné d'une boîte à rythme Roland TR-808. Il compare le son de la chanson à celui des Beastie Boys. Le single est publié en 1986. À ce titre, il est l'un des pionniers du gangsta rap,,. Ice-T réussit finalement à signer un contrat avec le label Sire Records. À l'écoute de la démo par le fondateur et président du label, Seymour Stein explique : « on dirait du Bob Dylan. » Peu après, il publie son premier album Rhyme Pays en 1987 soutenu par DJ Evil E, DJ Aladdin et le producteur Afrika Islam. L'album est finalement certifié disque d'or par la RIAA. Cette même année, il enregistre le thème de Colors, un film basé sur la vie de gang à Los Angeles. Son deuxième album Power est publié en 1988, sous son propre label Rhyme Syndicate, et contient un son plus impressionnant qui lui vaut de bonnes critiques et une nouvelle certification or. Publié en 1989, The Iceberg/Freedom of Speech... Just Watch What You Say établit sa popularité grâce à un son agressif et des paroles narratives.
En 1991, il publie son album O.G. Original Gangster. Sur OG, il présente son groupe de heavy metal Body Count dans un titre éponyme. Ice-T se lance en tournée avec Body Count à la première édition du concert Lollapalooza en 1991. L'album Body Count est publié en mars 1992. Avec l'apparition du musicien de jazz Quincy Jones, Ice-T remporte un Grammy Award dans la catégorie de « meilleure performance d'un groupe de rap ». Plus tard, une polémique enfle autour de Body Count et de sa chanson Cop Killer. Avec cette chanson rock, qui dénonce initialement la brutalité policière, Ice-T se met à dos quelques membres du gouvernement, la National Rifle Association of America et de nombreux groupes de défense des policiers,. En conséquence, Time Warner Music refuse de publier le nouvel album d'Ice-T, Home Invasion. Ice-T explique au journaliste Chuck Philips qu'il y a eu réaction exagérée sur la chanson : « ...ils ont fait des films sur des tueurs d'infirmières, d'enseignants et même d'étudiants ; Arnold Schwarzenegger a buté des douzaines de flics quand il jouait Terminator. Et personne ne s'en est jamais plaint. » Ice se sépare en bons termes avec Sire/Warner Bros. Records après des débats sur la couverture de l'album Home Invasion ; il refait vivre Rhyme Syndicate et signe un contrat de distribution avec Priority Records. Priority publie Home Invasion au printemps 1993. L'album atteint la neuvième place des Billboard Top R&B/Hip-Hop Albums, et la quatorzième du Billboard 200. En 1993, il participe à la bande originale, Disorder, du film Judgment Night en duo avec le groupe de thrash metal Slayer. En 1995, Ice-T participe à l'album Forbidden de Black Sabbath. Un autre album, VI - Return of the Real, est publié en 1996, suivi de The Seventh Deadly Sin en 1999.
Son premier album rap depuis 1999, Gangsta Rap, est publié le 31 octobre 2006. La couverture est jugée trop explicite par les disquaires. En 2008, il sort Ayaya, avec Filthee et Grand Master Caz, qui devient le générique du pay-per-view de la TNA, Hard Justice.

### Carrière au cinéma
En 1984, il commence une carrière d'acteur avec le film Break Street 84 (Breakin' titre original), film où il apparaît également sur la bande originale, avec le titre Reckless écrit par Chris « The Glove » Taylor.
Ice-T joue dans une cinquantaine de films, dont New Jack City, Johnny Mnemonic, Que la chasse commence, Destination: Graceland et Christmas. Il a par ailleurs joué dans la série Players, les maîtres du jeu, et tient actuellement le rôle du policier Odafin Tutuola dans la série New York, unité spéciale.

## Vie privée

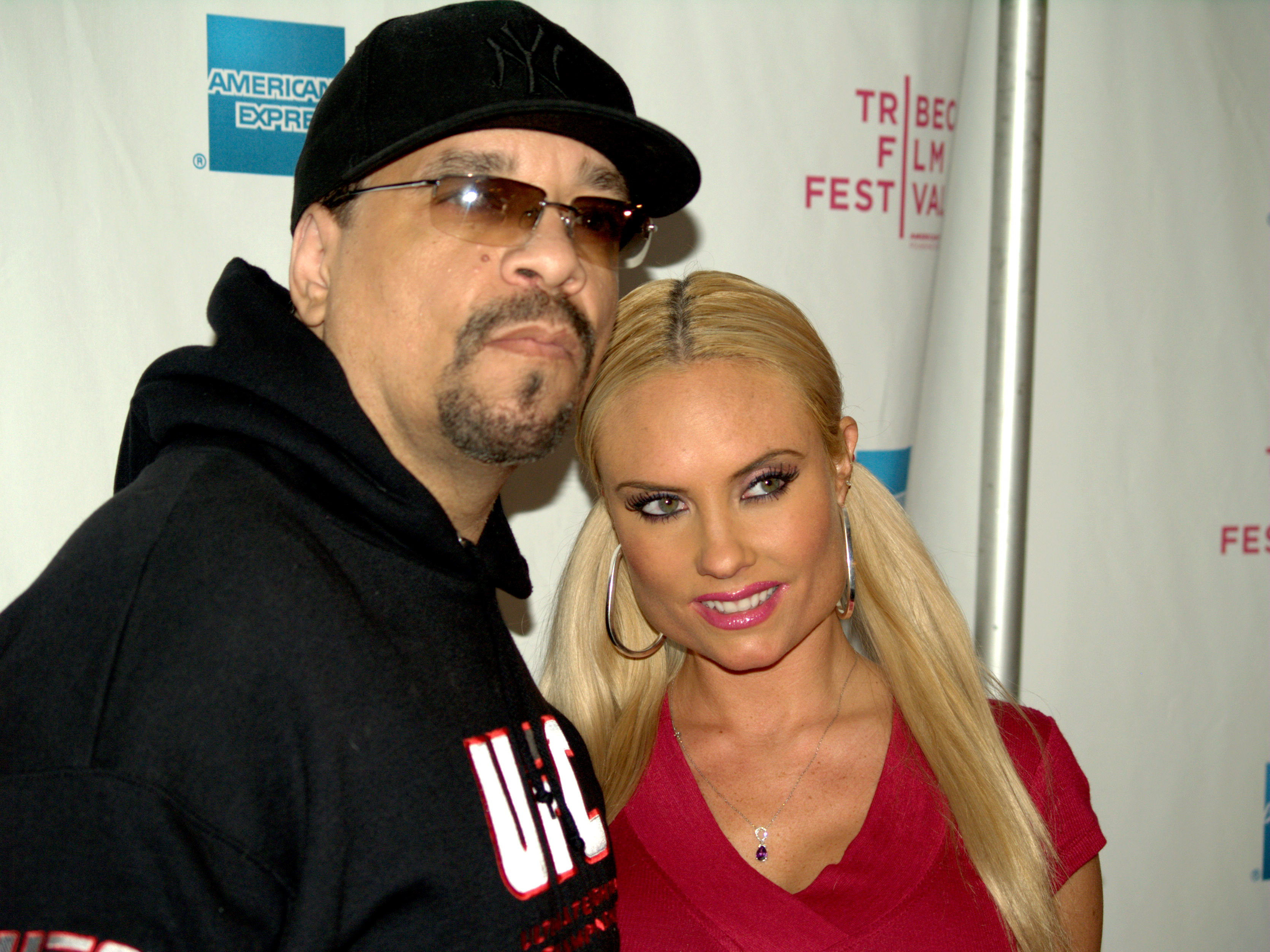
Ice-T et Coco Austin au Festival du film de Tribeca en avril 2009.

En 1976, la compagne de Marrow, Adrienne, donne naissance à leur fille, LeTesha, alors que tous deux sont encore à l'école secondaire.
En 1984, pendant la tournée du film Breakin', il rencontre Darlene Ortiz, et ils se mettent en couple ; Ortiz participe notamment aux couvertures des albums Rhyme Pays et Power. Ortiz et lui ont un fils, Ice Tracy Marrow, né en 1992.
En 2001, Ice-T épouse le mannequin Nicole Austin,. Pour célébrer leur dixième anniversaire de mariage, le couple renouvelle ses vœux le 4 juin 2011. Ils possèdent une propriété à North Bergen, dans le New Jersey,, et ont construit une maison à Edgewater (New Jersey), finie en 2012,. Le 27 juillet 2015, Ice-T et Coco ont annoncé qu'ils attendaient leur premier enfant ensemble. Le 3 août 2015, il a été annoncé qu'il s'agissait d'une fille, et le 28 novembre 2015, Coco a donné naissance à leur fille Chanel Nicole Marrow.
Par sa fille aînée LeTesha, Ice-T est devenu grand-père à 36 ans d'un petit-fils : Elyjah Marrow, né en 1994.

## Discographie

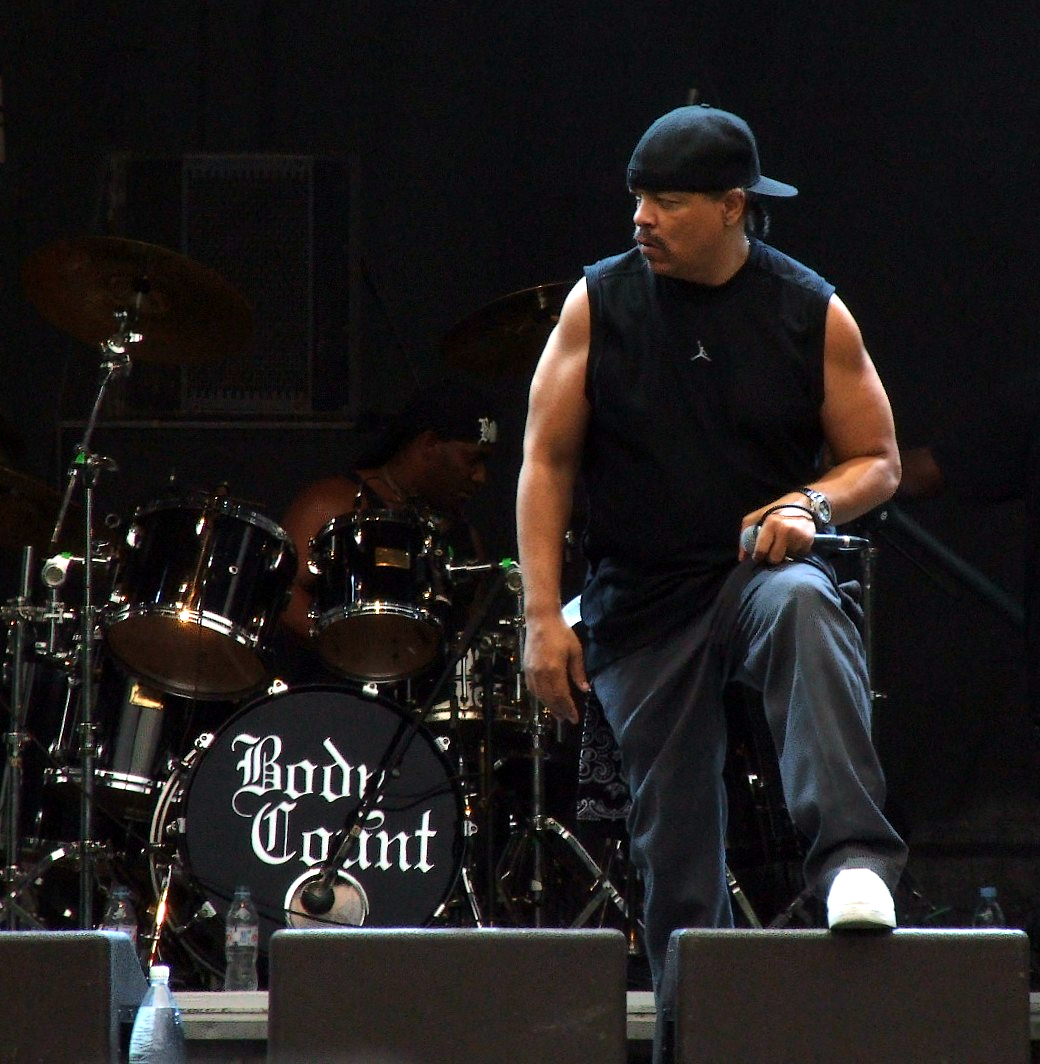
Ice-T jouant avec Body Count en 2006.

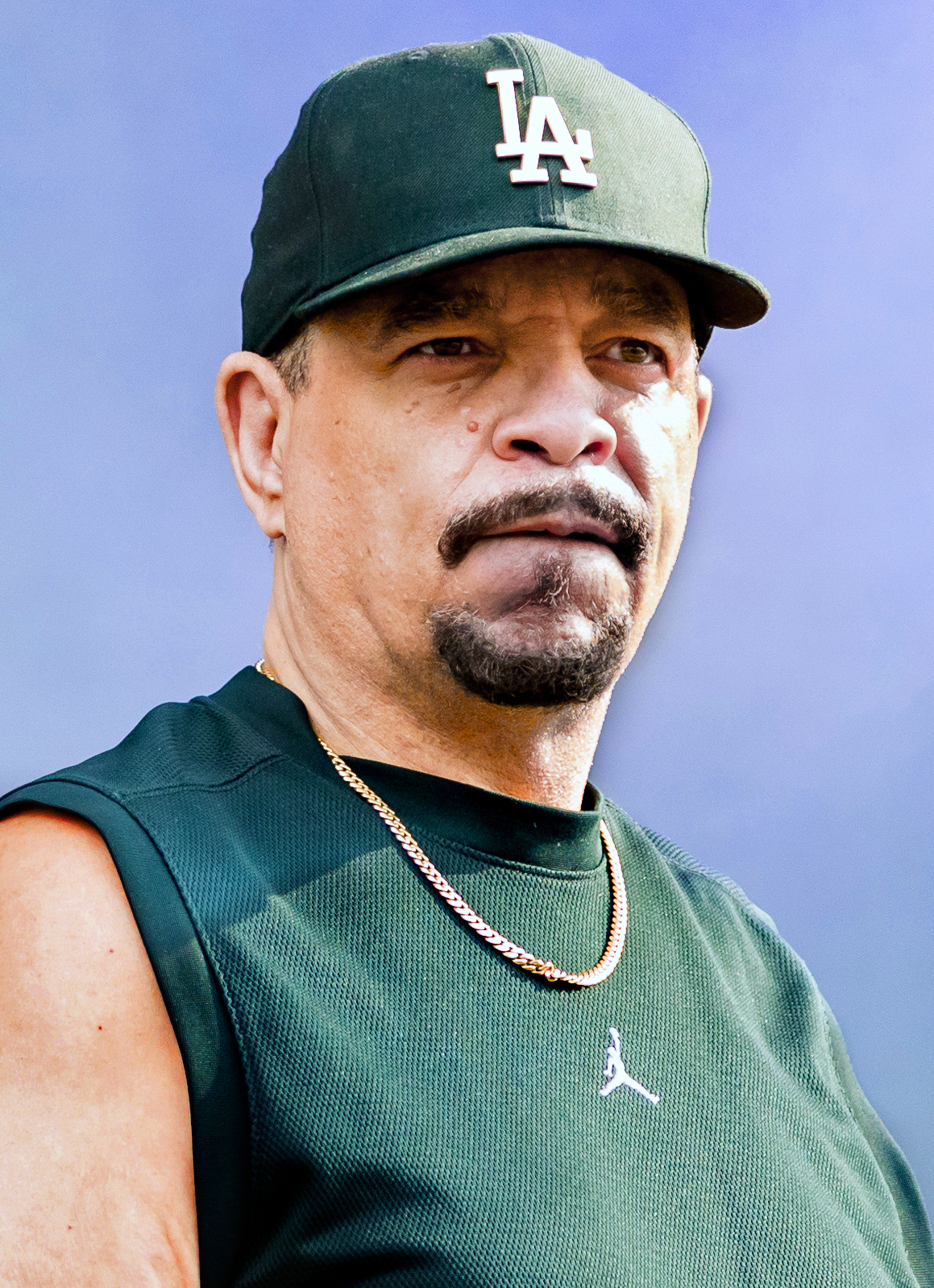
Ice-T avec Body Count au Wacken Open Air 2019.

### Albums studio
- 1987 : Rhyme Pays
- 1988 : Power
- 1989 : The Iceberg/Freedom of Speech… Just Watch What You Say!
- 1991 : Original Gangster
- 1993 : Home Invasion
- 1996 : VI - Return of the Real
- 1999 : The Seventh Deadly Sin
- 2000 : Greatest Hits: The Evidence (compilation)
- 2006 : Gangsta Rap

### Avec Body Count
- 1992 : Body Count
- 1994 : Born Dead
- 1997 : Violent Demise: The Last Days
- 2006 : Murder for Hire
- 2014 : Manslaughter
- 2017 : Bloodlust
- 2020 : Carnivore
- 2024 : Merciless

### Collaborations
- Avec Black Sabbath : sur le morceau The Illusion of Power, dans Forbidden. (1995)
- Avec Motörhead : sur le morceau Born to Raise Hell, notamment avec Whitfield Crane, tiré de l'album Bastards
- Avec Six Feet Under : sur le morceau One Bullet Left, dans True Carnage.
- Avec Slayer : sur trois reprises de The Exploited, dans la BO du film La Nuit du Jugement.
- Avec 187 (Big B) : plusieurs morceaux sur l'album Furious
- Avec Icepick : sur le morceau Real Recognizes Real, dans Violent Epiphany, avec les plus grands noms du punk hardcore
- Avec Megadeth : sur le morceau Night Stalkers dans The Sick, the Dying... and the Dead!.

## Filmographie

### Télévision
- 1997 : Los Angeles Heat : Cage (saison 1,épisode 10)
- 1997-1998 : Players, les maîtres du jeu : Isaac « Ice » Gregory
- 1998 : Le Retour de l'inspecteur Logan Seymour « Kingston » Stockton
- 1999 : Mercenaires (Stealth Fighter)
- 1999 : Judgment Day
- depuis 2000 : New York, unité spéciale : Odafin Tutuola (depuis la saison 2)
- 2000 et 2005 : New York, police judiciaire : Odafin Tutuola (saison 10 et 16)
- 2014 : Chicago Police Department (saison 1 épisode 6) : Odafin Tutuola
- 2016 : Unbreakable Kimmy Schmidt (saison 2 épisode 12) : lui-même
- 2021 et 2023 : New York, crime organisé (Law & Order: Organized Crime) : Odafin Tutuola (saison 2 et 3)
- 2023 : Rick et Morty (saison 7 épisode 8) : lui-même/Magma-Q

### Cinéma
- 1984 : Break Street 84
- 1990 : Mandela in Amerca
- 1991 : New Jack City de Mario Van Peebles
- 1991 : Ricochet de Russell Mulcahy
- 1993 : CB4
- 1993 : Who's the Man? de Ted Demme
- 1993 : Les Pilleurs
- 1994 : Johnny Mnemonic de Robert Longo
- 1995 : Tank Girl de Rachel Talalay : T-Saint
- 1995 : Que la chasse commence
- 1997 : Mean Guns
- 1997 : Seule face au danger
- 1999 : La Guerre des gangs
- 1999 : Urban Menace
- 2000 : Leprechaun 5 : La Malédiction
- 2000 : Gangland
- 2001 : Air Rage (Extrême Décision)
- 2001 : Explosion imminente
- 2001 : Péril du feu
- 2001 : Destination: Graceland
- 2001 : Christmas
- 2003 : Tara de Leslie Small
- 2005 : Tracks de Peter Wade
- 2007 : The Magic 7
- 2010 : Very Bad Cops
- 2019 : UglyDolls : Peggy

### Jeux vidéo
- 2004 : Grand Theft Auto: San Andreas : voix de Madd Dogg
- 2004 : Def Jam: Fight for NY : chanson OG Original Gangster dans la bande son. Il figure également dans les combattants.
- 2006 : Def Jam: Fight for NY - The Takeover : chanson OG Original Gangster dans la bande son. Il figure également dans les combattants.
- 2011 : Gears of War 3 : la voix d'Aaron Griffin
- 2019 : Borderlands 3 : la voix de Balex[34]
- 2023 : PAYDAY 3 : Mac[35]